# INPOL-FALL Innere Sicherheit
INPOL-Fall Innere Sicherheit (IF-IS) ist ein bundesländerübergreifendes personenbezogenes Informationssystem (vernetzte Datenbank) der deutschen Polizeien im Bereich des polizeilichen Staatsschutzes. Es dient insbesondere der Verhütung und Verfolgung von politisch motivierten Straftaten mit länderübergreifender, internationaler oder erheblicher Bedeutung. Das System wird beim deutschen Bundeskriminalamt (BKA)
als eines von mehreren Meldesystemen innerhalb von INPOL-FALL betrieben.

## Ziele
Neben der Verhütung und Verfolgung von politisch motivierten Straftaten dient die Datei:
- dem Erkennen und Bewerten von Gefährdungen
- der Unterstützung von Personen- und Objektschutz
- der Fahndung
- dem Schutz von Mitgliedern der Verfassungsorgane durch Personen- und Objektschutz
- dem Schutz von weiteren Personen im Zuständigkeitsbereich des polizeilichen Staatsschutzes

## Dateneingabe und Datenübermittlung
An INPOL-Fall Innere Sicherheit sind als Verbundteilnehmer angeschlossen:
- Bundeskriminalamt (BKA)
- Landespolizeien mit ihren Landeskriminalämtern
- Bundespolizei

Die Verbundteilnehmer geben ihre Daten, die sie in eigener Zuständigkeit auf polizeirechtlicher oder strafprozessualer Rechtsgrundlage erhoben haben, dezentral in das Verbundsystem ein. Im System werden sie für die Verbundteilnehmer zum Abruf bereitgehalten.

## Zahlen und Fakten
Das 2007 eingerichtete Verbundsystem beinhaltete zum 1. Oktober 2013:
- 894.165 Datensätze
- 89.423 Personendatensätze
- 8706 Institutionsdatensätze

Mit Stand vom 12. September 2017 waren im Verbundsystem Personen in folgender Anzahl zu den jeweiligen Bereichen der Politisch motivierten Kriminalität (PMK) gespeichert:
- Rechts: 59.214
- Links: 25.077
- Ausländer (bis 31. Dezember 2016): 11.827
- Religiöse Ideologie (ab 1. Januar 2017): 1138
- Ausländische Ideologie (ab 1. Januar 2017): 410
- Sonstige/unklar (bis 31. Dezember 2016): 12.746
- Nicht zuzuordnen (ab 1. Januar 2017): 1024

## Rechtsgrundlage
Das Bundeskriminalamt betreibt INPOL-Fall Innere Sicherheit in seiner Rolle als Zentralstelle für den elektronischen Datenverbund zwischen Bund und Ländern. Die Datei ist eine auf der Grundlage von § 29, § 30 BKA-Gesetz errichtete Verbunddatei des polizeilichen Informationsverbundes.

## Geschichte
Ursprung des Datensystems INPOL-FALL Innere Sicherheit (IF-IS) ist die Datenbank Personen, Institutionen, Objekte, Sachen (PIOS), die das Bundeskriminalamt unter ihrem Präsidenten Horst Herold 1976 zur Terrorismusbekämpfung einrichtete. Dem folgte als Fortentwicklung die 1986 in Betrieb genommene Arbeitsdatei PIOS-Innere Sicherheit (APIS). Das 2007 eingerichtete IF-IS soll frühestens 2024 vom Polizeilichen Informations- und Analyseverbund (PIAV) abgelöst werden.